# Paore
Paore (germană Bauer) este o categorie socială din Banat care se ocupă cu agricultura și cu creșterea animalelor. Este cuvântul prin care se autodenumește țăranul bănățean. În vechiul grai bănățean, prin cuvântul țăran se înțelegea imigrant din Oltenia.